# Vernonia chapmanii
Espèce
Vernonia chapmanii C.D.Adams est une espèce de plantes à fleurs de la famille des Asteraceae et du genre Vernonia, présente en Afrique tropicale.

## Étymologie
Son épithète spécifique chapmanii rend hommage à J. W. F. Chapman, qui récolta des spécimens sur le plateau de Mambila au Nigeria.

## Description
C'est une herbe dressée pérenne ou annuelle, qui se développe en touffe ramifiée dès la base. Elle atteint 20 à 30 cm de hauteur. Les feuilles sont simples et sessiles. De couleur verdâtre à mauve clair, les fleurs sont assemblées en capitules solitaires ou très peu nombreux au sommet des axes feuillés. Les fruits sont des akènes pubescents de 2 mm de long, surmontés d'un pappus de longues soies.

## Habitat
Peu abondante, elle croît plus fréquemment dans les jachères, où elle se multiplie majoritairement par graines transportées par le vent, sans préférence pédologique ou climatique notable, à une altitude moyenne comprise entre 100 et 1 600 m.

## Distribution
Subendémique, vulnérable du fait de sa relative rareté et de la pression liée notamment à l'élevage, l'espèce est présente principalement au Cameroun sur six sites dans deux régions (Adamaoua et Centre), également sur un site au nord-est du Nigeria.